# Aleksandr Vladimirovich Mostovoi
Aleksandr Vladimirovich Mostovoi (tiếng Nga: Александр Владимирович Мостовой) là một cựu tiền vệ tấn công của đội tuyển bóng đá quốc gia Liên Xô và Nga.

## Xuất thân
Mostovoi là người thành phố Lomonosov, tỉnh Leningrad, sinh ngày 22 tháng 8 năm 1968. Lúc nhỏ, anh học bóng đá tại FC Presnya Moskva. Nhưng sau đó, anh tốt nghiệp một trường dạy nghề và có bằng kỹ thuật viên điện.

## Sự nghiệp
Sau khi qua một khóa học bóng đá dành riêng cho sinh viên đại học, Mostovoi đầu quân cho FC Spartak Moskva. Anh đã khoác áo Spartak 106 lần, ghi được 34 bàn thắng và cùng đội này đoạt cúp vô địch giải bóng đá ngoại hạng Liên Xô các năm 1987 và 1989.
Mostovoi bắt đầu được biết đến ở phạm vi quốc tế khi anh thi đấu tốt trong đội hình đội tuyển Liên Xô tại vòng loại giải Euro 1992. Sau vòng chung kết Euro 1992, Mostovoi đầu quân cho S.L. Benfica (Bồ Đào Nha). Rồi từ đó, anh lần lượt đá cho SM Caen (Pháp), RC Strasbourg (Pháp). Tại Strasbourg, Mostovoi đã chơi 65 trận và ghi được 16 bàn. Trong một cuộc thăm dò ý kiến, Mostovoi được bầu là cầu thủ thế kỷ của Strasbourg.
Năm 1996, Strasbourg nhượng Mostovoi cho Celta de Vigo (Tây Ban Nha) với giá 325 triệu pesetas và anh chơi cho câu lạc bộ này đến tận 2004, đá 259 trận và ghi được 66 bàn thắng. Mostovoi được các người hâm mộ Celta de Vigo mệnh danh là Sa hoàng Balaidos (Balaidos là tên sân vận động/sân nhà của Celta de Vigo). Mostovoi đã cùng câu lạc bộ này đoạt cúp vô địch UEFA Intertoto Cup năm 2000.
Cùng với đội tuyển Liên Xô và Nga, Mostovoi đã tham các giải vô địch bóng đá thế giới 1994 và 2002, các giải Euro 1996 và 2004, giải vô địch châu Âu U21 năm 1990 (năm này Liên Xô đoạt ngôi vô địch).

## Đời tư
Mostovoi kết hôn lần thứ nhất với một phụ nữ Bồ Đào Nha, lần thứ hai với một phụ nữ Pháp. Anh có hai con với người vợ thứ hai.